# Odprawa posłów greckich
Odprawa posłów greckich – renesansowa tragedia autorstwa Jana Kochanowskiego, wystawiona po raz pierwszy 12 stycznia 1578 w Jazdowie pod Warszawą. Przedstawienie, które miało na celu uświetnienie uroczystości weselnych podkanclerzego koronnego Jana Zamoyskiego oraz Krystyny Radziwiłłówny, odbyło się w obecności polskiej pary królewskiej Stefana Batorego i Anny Jagiellonki. Utwór wydano drukiem w Warszawie w tym samym roku.

## Budowa
„Odprawa...” jest pierwszym polskim nowożytnym dramatem będącym próbą realizacji założeń odwołujących się do antycznych tradycji tragediopisarskich, zarówno greckich, jak i rzymskich, które autor uzgadniał z renesansową wiedzą na temat gatunku oraz dążeniem do stworzenia jego narodowego ekwiwalentu. Dramat ma budowę niezwykle regularną, choć wyróżnia się miniaturową objętością. Jan Kochanowski korzysta zarówno z charakterystycznej dla tragedii antycznych budowy (podział na prologos, parodos, pięć epejsodionów i trzy pieśni chóru) jak i stosuje się do zasady trzech jedności.
Utwór ma charakter skierowanego do widza moralnego pouczenia o wadze postaw etycznych wobec spraw państwowych. Tłem tych moralnych rozważań jest wątek mityczny w postaci opisu greckiego poselstwa wysłanego do Troi w przeddzień wojny trojańskiej.

## Czas powstania
Pomimo tego, że dokładny czas powstania utworu pozostaje nieznany, z listów Kochanowskiego do Jana Zamoyskiego wynika, że dramat był gotowy już pod koniec grudnia 1577 (list datowany na 22 grudnia 1577 umieszczany jest najczęściej w przedmowie dramatu). Ponieważ jednak pierwszy wydawca „Odprawy...” twierdził, że tragedię napisano nawet kilkanaście lat wcześniej (w połowie lat 60. XVI wieku), przyjmuje się, że powstała ona najprawdopodobniej pomiędzy ukończeniem przez Kochanowskiego „Satyra” (1564) a końcem roku 1577.

## Okoliczności powstania
O wczesnym zainteresowaniu Kochanowskiego dramatem antycznym świadczą już jego łacińskie „Elegie” (Elegiarum). Opis dziejów Hippolitosa w elegii II księgi I, zdradza dobrą znajomość dramatu Phaedra Seneki, z kolei w księdze II, elegii I pojawia się postać Alkestis z tragedii Eurypidesa pod tym samym tytułem. Późniejsze, częściowe tłumaczenie tego utworu na język polski („Alcestis męża od śmierci zastąpiła”) mogło być wprawką poprzedzającą właściwą pracę dramatopisarską.
Kochanowski znał również dobrze historię trojańską. W 1563 drukarnia Macieja Wierzbięty wydała przetłumaczoną na język polski, a znaną wcześniej w przekładzie łacińskim, Historyję barzo piękną i ucieszną... o zburzeniu a zniszczeniu onego sławnego a znamienitego miasta i państwa Trojańskiego. Była to średniowieczna kompilacja późnogreckich prac autorstwa Daresa Frygijczyka i Diktysa Kreteńczyka. Pojawienie się tego popularnego utworu uczcił Kochanowski fraszką Na Historyją trojańską, a w jakiś czas później sam przełożył księgę III Iliady, nadając jej tytuł Monomachia Parysowa z Menelausem.
Warto także pamiętać, że Kochanowski, będąc przede wszystkim twórcą poezji, dramatopisarstwem zajął się za namową wielkiego miłośnika antyku Jana Zamoyskiego.

## Osoby dramatu
- Aleksander (lub inaczej Parys) – królewicz, syn Priama
- Antenor – polityk trojański
- Helena – uprowadzona przez Parysa żona Menelaosa
- Pani Stara – służąca Heleny, jej opiekunka
- Poseł Parysów – relacjonujący przebieg obrad
- Ulisses – poseł grecki
- Menelaos – mąż Heleny, poseł grecki
- Priam – król Troi
- Kasandra – córka Priama, wieszczka
- Więzień – grecki jeniec
- Rotmistrz
- Członkowie rady – m.in. Iketaon, Eneasz, Pantus, Tymetes, Lampon i Ukeagon[13]
- Chorus – chór panien trojańskich

## Treść utworu
Motywem przewodnim „Odprawy...” jest, znany z Iliady Homera, grecki mit o wojnie trojańskiej. Co ważne, Kochanowski posłużył się epizodem wcześniej literacko rzadko wykorzystywanym, dramat opisuje bowiem greckie poselstwo przybyłe do Troi z żądaniem zwrotu porwanej przez Parysa żony Menelaosa – Heleny.
Utwór rozpoczyna prolog, w postaci monologu Antenora, polityka trojańskiego i wzoru cnót obywatelskich. Pozwala on widzowi na zapoznanie się z wydarzeniami poprzedzającymi akcję dramatu i jest jednocześnie zapowiedzią dalszej fabuły.
W epizodzie I następuje spotkanie Parysa z Antenorem. Epizod II to rozmowa Heleny z opiekunką Panią Starą. Epizod III (najdłuższy, wzorowany na przebiegu staropolskich posiedzeń sejmowych) jest opisem trojańskiej narady. Epizod IV pozwala zapoznać się z reakcją posłów na informację o odrzuceniu greckiego żądania (w nim to Ulisses wypowiada słynne słowa „O nierządne królestwo i zginienia bliskie!”). Epizod V jest rozmową Priama z Antenorem i próbą ustalenia działań wyprzedzających nieuchronny atak. Ich rozmowę przerywa widzenie Kasandry, która przepowiada zniszczenie miasta. Z kolei krótki epilog to meldunek rotmistrza o lądowaniu Greków. Epizody II, III i V poprzedzone są śpiewem chóru.
Ponieważ los Troi decyduje się w starciu dwóch skrajnie odmiennych postaw obywatelskich, demagogicznej, nastawionej na zaspokojenie własnych potrzeb (Parys) oraz rozważnej, mającej na uwadze przede wszystkim dobro państwa (Antenor), cała społeczność trojańska uznawana jest za głównego bohatera tragicznego. Z kolei zawierający wzmiankę o uwięzieniu Heleny prolog, a także będące obrazem przyszłych wydarzeń, „widzenie” Kasandry sprawiają, że pomimo ograniczeń formalnych, tłem utworu staje się cała rozległa historia trojańska.

## „Odprawa posłów greckich” a poetyka renesansowa
Tym co różniło ludzi renesansu od przedstawicieli wieków wcześniejszych był ich szczególny (kreatywny) zachwyt nad pozostałościami kultury antycznej. Był to zarazem jeden z tych powodów, dla których twórcy tego okresu większość swoich wysiłków koncentrowali na tworzeniu dzieł świetnością dorównujących utworom klasycznym. Ponieważ w ich przekonaniu najwybitniejszym osiągnięciem starożytnej dramaturgii była tragedia, działalność dramatopisarska w tym czasie rozgrywała się na dwóch płaszczyznach. Po pierwsze tłumaczono utwory greckie i rzymskie (w szczególności tragedie Eurypidesa i Seneki), a także podejmowano próby tworzenia dramatów współczesnych, w oparciu o dawniej sprawdzone wzorce (głównie te wyłożone w Poetyce Arystotelesa).
„Odprawa posłów greckich” była pierwszą polską tragedią renesansową, odwołującą się w swej kompozycji do tradycji antycznej. Utwór ujęty został w formę dramatu greckiego, charakterystycznego przede wszystkim dla twórczości Eurypidesa. Oznacza to, że przebieg akcji wyznaczają nie akty, lecz przedzielone przez partie chóru epizody. Całość spięta jest klamrą prologu i kończącego dramat epilogu. Ze względu na zwięzłość „Odprawa...” zaliczana jest do gatunku tzw. tragedii prostej (łac. simplex et deducta).
Sama fabuła zachowuje zasadę trzech jedności, a także zawiera wymagane cztery części akcji (protasis, czyli zawiązanie się konfliktu, epitasis rozwój akcji, catastasis kulminację oraz catastrophe nagły zwrot przynoszący tragiczne zakończenie). Ograniczenia w liczbie mogących przebywać na scenie aktorów sprawiają, że najważniejsza część fabuły, czyli przebieg narady trojańskiej, komunikowana jest widzom poprzez relację posła. Dla rzymskiej twórczości Seneki charakterystyczny jest z kolei użyty przez Kochanowskiego rodzaj stychomytii, czyli „...formy dialogu rozdzielonego, na krótkie jednowersowe repliki” (Wiktor Weintraub), a także wprowadzenie do dramatu Nutrix, mamki i powiernicy głównej bohaterki.

## Prapremiera
„Odprawa...” została napisana jako sztuka sceniczna, a jej prapremiera odbyła się w Jazdowie pod Warszawą podczas uroczystości weselnych Jana Zamoyskiego i jego drugiej żony Krystyny Radziwiłłówny. Spektakl wystawiono w bardzo ważnych dla spraw państwa okolicznościach, w kilka miesięcy po premierze, na początku roku 1578 miał się bowiem zebrać sejm, na którym planowano uchwalenie podatków na wojnę moskiewską. Z tego też powodu Zamoyski zadbał, aby na zamku w Jazdowie pojawiła się jak największa liczba znamienitych gości. Sam podtytuł informuje, że wśród widzów obecna była para królewska.
Wbrew dawniejszym przypuszczeniom motywowana politycznie ingerencja Zamoyskiego w treść utworu wydaje się dzisiaj niemożliwa. Trudno zgodzić się z sugestią, że Kochanowski był po prostu tubą propagandową polityki podkanclerzego, tym bardziej że prezentowane w „Odprawie...” poglądy zgadzają się z jego własnymi.
Z zapisków historycznych królewskiego sekretarza Reinholda Heidensteina oraz pamiętników Zbigniewa Ossolińskiego wynika, że w aktorów wcielili się przedstawiciele młodej arystokracji. Nie ma również wątpliwości, że nad premierą czuwał królewski lekarz Wojciech Oczko. Przedstawienie mogło się odbyć na scenie imitującej wygląd starożytnego teatru (typ palladiański), a aktorzy występowali w strojach z epoki. Po zakończeniu spektaklu śpiewak królewski, najprawdopodobniej Krzysztof Klabon, przy akompaniamencie lutni odśpiewał pieśń Kochanowskiego Orfeusz sarmacki.

## Pierwodruk
Pierwszy druk dramatu wykonany został na zlecenie Jana Zamoyskiego jeszcze w roku premiery. Zadania podjęła się mobilna filia krakowskiej drukarni Mikołaja Szarffenbergera, która zjechała na czas sejmu do Warszawy. Wykonanie, którym kierował Walenty Łapka (Łapczyński po uszlachceniu), było w miarę staranne, jednak brak korekty ze strony autora spowodował, że w pierwszym wydaniu znalazło się kilka błędów.
Nakład, ze względu na ograniczone możliwości mobilnej drukarni, był niewielki, a utwór wraz z Orfeuszem sarmackim został włączony do zbiorowego, krakowskiego wydania pism poety, zatytułowanego Jan Kochanowski (1585/6). Do naszych czasów zachowały się zaledwie trzy egzemplarze pierwszego wydania, przechowywane obecnie w bibliotekach Muzeum Czartoryskich w Krakowie, Ossolineum oraz Bibliotece Narodowej.

## Krytyka i znaczenie
Nie wiadomo, jak pierwsza publiczność zareagowała na tę dosyć trudną sztukę. Wiadomo za to, że pomimo kolejnych wydań (11 tylko do roku 1639) utwór trafił ponownie na deski sceniczne dopiero w roku 1884. Ta jedna z przodujących tragedii europejskiego renesansu okazała się zbyt wymagająca dla publiczności działających głównie przy kolegiach jezuickich teatrów szkolnych I Rzeczypospolitej. Pomimo utrzymania przez Zamoyskiego szerokiego mecenatu (np. wspieranie dramatopisarskich prób Szymona Szymonowica) nikt nie podjął się także trudu kontynuacji zapoczątkowanego przez Kochanowskiego dramatopisarstwa zgodnego z założeniami poetyki renesansowej.
Teatr epoki poszedł bowiem w odrobinę innym kierunku. Jego szczytowe osiągnięcia w postaci twórczości Williama Szekspira, czy Lope de Vegi swoje źródło miały w twórczości rodzimej, wywodzącej się z tradycji średniowiecznej i według Juliana Krzyżanowskiego jedynie „ogrzanej słońcem Renesansu”.
Doczekała się za to „Odprawa...” już w czasach najnowszych pogłębionej analizy, a niezwykle bogaty stan badań obejmuje prace literaturoznawców nie tylko polskich, ale również zagranicznych. Ci drudzy, głównie z krajów zachodnich, skrytykowali przede wszystkim statyczność utworu. Kolejną wadą jest unikanie przez Kochanowskiego wyzwań, jakie według nich niosłoby podjęcie przez autora wątków autentycznie dramatycznych (np. konflikt na linii Parys i Helena a zbiorowość trojańska). Badacze zarówno polscy, jak i zagraniczni, zgodni są jednak, że ewentualne mankamenty utworu Kochanowskiego wynikają głównie ze skąpej tradycji polskiego renesansowego dramatopisarstwa i z faktu, że domeną autora była przede wszystkim liryka. Wszyscy zarazem podkreślają, że „Odprawa posłów greckich” była owocem nie tylko wielkiego talentu, ale przede wszystkim głębokiej kultury i erudycji autora.
Badacze polscy podkreślają również istotne znaczenie dramatu dla kultury polskiego odrodzenia, a także kultury polskiej wieków późniejszych. Historyk literatury Janusz Pelc uważał na przykład, że podwarszawska prapremiera „Odprawy...” „rozpoczęła właściwie dzieje wielkiego polskiego teatru zmierzającego do kształtowania właściwych postaw obywatelskich”. Wymowę polityczną utworu podkreśla Jadwiga Rytel, zaznaczając, że szczególnie druga pieśń chóru („Wy, którzy pospolitą rzeczą władacie”) adresowana jest do „...zwierzchników państwa na których spoczywa odpowiedzialność za jego losy...”. Julian Krzyżanowski z kolei uważał, że pomimo braku namacalnych dowodów utwór Kochanowskiego musiał wywrzeć znaczące wrażenie na środowisku, do którego był adresowany, a przemawiałby za tym fakt, iż w otoczeniu Zamoyskiego pojawili się wkrótce kolejni dramatopisarze, tacy jak Szymonowic, Zawicki i Ciekliński.
Od 2023 roku tragedia Kochanowskiego należy do kanonu lektur obowiązkowych na egzaminie maturalnym z języka polskiego.